# Подмышка

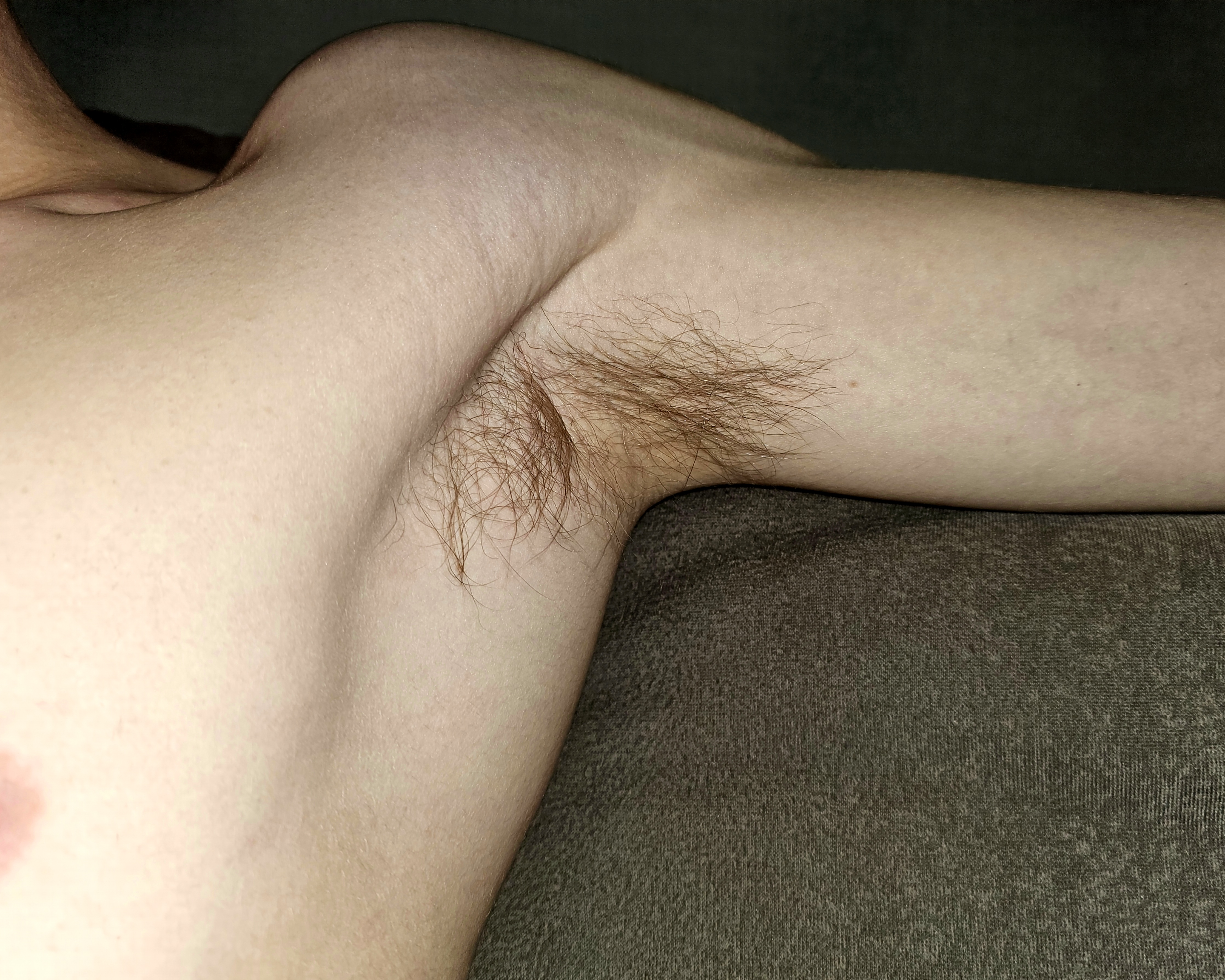
Подмышечная впадина, в норме кожа её имеет Волосы подмышек длинные волосы и пахучие железы

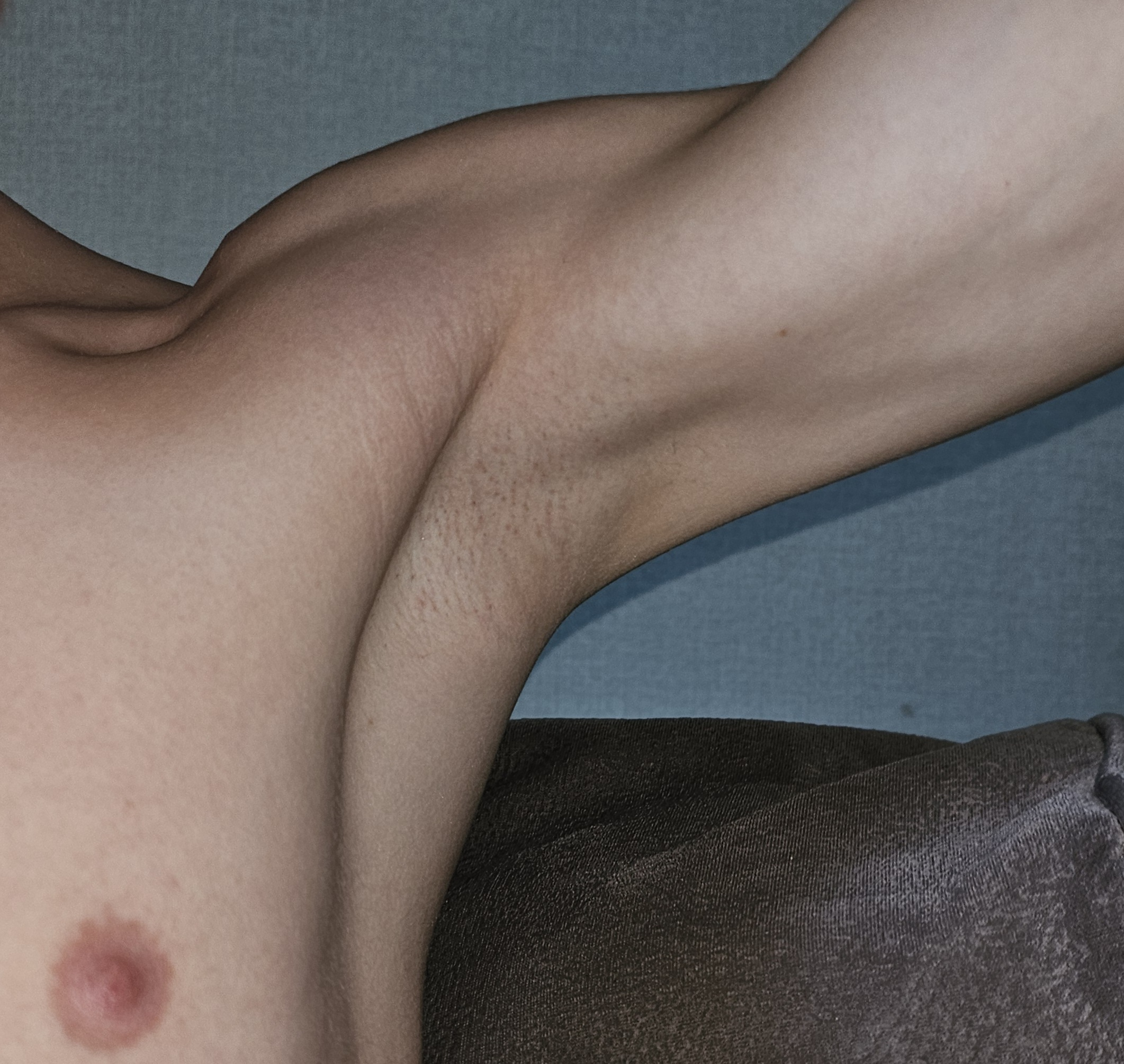
Бритая подмышка имеет следы депиляции (точки на коже)

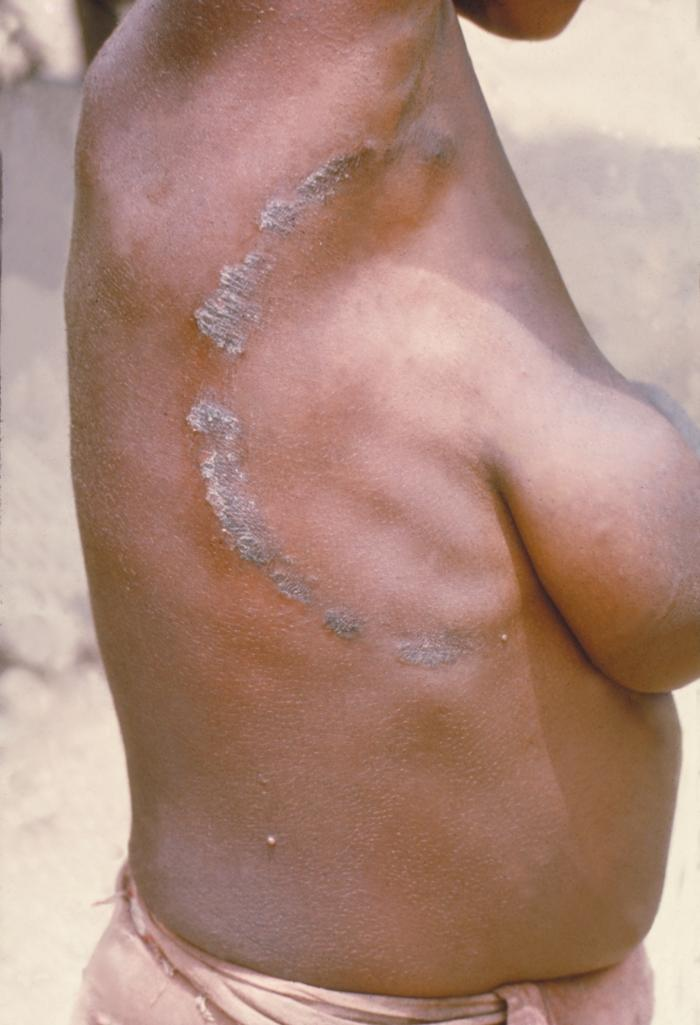
Поражение правой подмышечной области женщины при рубромикозе

Подмы́шка (подмышечная ямка) (лат. Axilla) — в анатомии место между верхними частями плеча и грудной клетки, находящаяся под плечевым суставом.

## Описание
Подмышка ограничена с передней стороны большой грудной мышцей (Musculus pectoralis major), с задней — широчайшей мышцей спины (Musculus latissimus dorsi).
В подмышке находится множество потовых и сальных желёз, нарушения нормального функционирования которых могут привести к болезням — таким, как гипергидроз.
Места, где обычно большую часть времени кожа касается кожи — подмышки и промежность — у обоих полов с юношеского возраста покрыты волосяным покровом. Зачем они нужны, неизвестно. По разным теориям, волосы нужны для предотвращения опрелостей, снижения трения либо повышения сексуальности. Многие люди, однако, предпочитают удалять волосы в подмышках, так как их наличие они считают неэстетичным или негигиеничным.
В подмышке с помощью термометра, как правило, измеряется температура тела.
Многие люди боятся щекотки на подмышках.

## Термин
Происходит от под + мышка (мышца).